# Big Week
Entre el 20 i el 25 de febrer del 1944, com a part de la campanya estratègica de bombardeig les Forces Aèries Estratègiques dels Estats Units (USSTAF) llançaren l'operació Argument, una sèrie de missions contra el Tercer Reich que es coneixeria com la "Big Week" (la Setmana Gran). Els planificadors intentaren atraure la Luftwaffe a una batalla decisiva llançant grans atacs contra la indústria aeronàutica alemanya. En derrotar la Luftwaffe, els Aliats assolirien la superioritat aèria i la invasió d'Europa podria procedir. La campanya de bombarders diürns va tenir el suport del Comandament de Bombarders de la RAF, que operava contra els mateixos objectius durant la nit.:73 Arthur Harris es resistí que les forces de la RAF hi contribuïssin, car les distreia de l'ofensiva de bombardeig d'àrea de la RAF. Va caldre una ordre directa del Mariscal en Cap de l'Aire Sir Charles Portal, Cap de l'Estat Major de l'Aire, perquè Harris cedís. El Comandament de Caces de la RAF s'encarregà de les escortes a les formacions de bombarders de la USAAF, mentre que la 8a Força Aèria tot just començava a introduir els caces de llarg abast P-51 Mustangs perquè se n'ocupessin.

## Rerefons
Prèviament a la Big Week, durant 1943, la Vuitena Força Aèria estatunidenca havia crescut i havia adquirit experiència, començant a llançar atacs cada cop més endins d'Alemanya. Es creia que el poder de foc defensiu dels bombarders B-17 i B-24, normalment consistent en foc de metralladores de calibre .50 ó superior, podria fer que es poguessin defendre ells mateixos sempre que volessin en estretes formacions, permetent sobreposar el foc. A la pràctica això no es demostrà tan exitós, car si bé els bombarders reclamaven un gran nombre de caces alemanys abatuts, les pèrdues de bombarders eren insostenibles.
Les missions sobre Schweinfurt-Regensburg són un exemple famós. El 17 d'agost de 1943, 230 bombarders llançaren una missió contra les fàbriques de coixinets de rodament a Schweinfurt i 146 més contra les fàbriques d'avions a Regensburg. D'aquesta força, 60 avions van perdre's abans de tornar a la base, i 87 més van haver de ser desballestat a causa dels danys irreparables. Els alemanys reconegueren la pèrdua de 27 caces, una pèrdua seriosa encara que acceptable en comparació a les pèrdues estatunidenques. En un segon atac llançat el 14 d'octubre, que té l'infame nom de "Dimarts Negre", dels 291 avions llançats se'n perderen 77. Les missions diürnes sobre Alemanya se suspengueren per tal de reconstruir les forces.
Els atacs van ser profundament estudiats per totes dues forces. Els alemanys van concloure que la seva estratègia actual de desplegar avions bimotors amb armament pesant estava funcionant bé. Durant l'hivern de 1943/44 continuaren amb aquest programa, afegint als seus rangs de caces pesats i desenvolupant un armament més pesat pels seus avions. També van enviar gairebé totes les seves forces de caces cap a Alemanya, car la majoria de les seves pèrdues es devien a les accions dels caces sobre les zones d'avançada. No semblava que hi hagués cap punt per intentar atacar els bombarders amb caces enemics sobre la zona. Les forces aliades arribaren a altres conclusions. Schweinfurt demostrà que els bombarders no es podien defensar a si mateixos, contràriament al que es pensava anteriorment, i era necessària la protecció dels caces durant tota la missió. Afortunadament pels estatunidencs el P-51 Mustang, un avió amb un radi d'acció capaç d'escortar els bombarders fins objectius endinsats a Alemanya, estava començant a arribar en quantitats significatives. Durant l'hivern aprofitaren per reorganitzar els seus esquadrons de caces a mesura que els Mustangs arribaven i es desenvolupaven versions amb un abast més ampli dels avions ja existents.
Per a quan el temps hivernal començà a aclarir-se a inicis de 1944, ambdues forces havien implementat els seus plans i estaven esperant per posar-los en acció. Els Estats Units, esperant un avantatge en caces, planejaren missions que requeririen una resposta alemanya. Decidiren llançar atacs massius contra les fàbriques aeronàutiques alemanyes; si els alemanys no responien correrien el risc de perdre la guerra aèria sense disparar un tret; però si ho feien, es trobarien els caces en el procés. Però els alemanys no necessitaven cap provocació, i estaven preparats per fer front a qualsevol atac futur amb les seves forces novament preparades. Però en millorar l'artilleria dels seus caces reduïren la seva disponibilitat, fent-los objectius més senzills pels nous i inesperats Mustangs.

## Operacions
Els estatunidencs llançaren missions fortament escortats contra les plantes de fabricació i d'assemblatge del fuselatge, a més d'altres objectius en nombroses ciutats alemanyes: Leipzig, Brunswick, Gotha, Regensburg, Schweinfurt, Augsburg, Stuttgart i Steyr. Durant sis dies, la 8a Força Aèria, estacionada a Anglaterra, realitzà més de 3.000 sortides, mentre que la 15a Força Aèria, amb base a Itàlia, més de 500. Entre les dues llançaren unes 10.000 tones de bombes.
Durant la Big Week la 8AF va perdre 97 B-17s i 40 B-24s, a més de 20 més que van haver de ser desballestats a causa dels seus danys. La 15AF va perdre 90 avions; i les pèrdues de caces només va ser de 28 aparells. Tot i que aquestes xifres són altes en termes absoluts, les quantitats de bombarders emprats en les missions eren molt més altes que prèviament, i les pèrdues representaren un percentatge molt menor. Les missions anteriorment llançades contra Schweinfurt van tenir uns costos del 30% dels aparells, mentre que durant la Big Week no van arribar al 7%.
Els aviadors americans reclamaren més de 500 caces alemanys destruïts, tot i que les quantitats van ser molt exagerades.:78 Les pèrdues de la Luftwaffe van ser altes entre les seves unitats de Zerstörer bimotors, i els grups de Bf 110s i de Me 410s van quedar delmats.:77-8 Més preocupant pel Jagdwaffe va ser la pèrdua del 17% dels seus pilots, dels quals gairebé 100 en van resultar morts. En contrast amb els atacs de l'any anterior, les pèrdues estatunidenques eren completament substituïbles i eren bones mentre que el seu poder industrial creixia, mentre que els alemanys estaven molt pressionats a causa de la guerra a l'est. Tot i que no va ser fatal, la Big Week va ser molt preocupant pel desenvolupament dels alemanys.
Els danys causats a la indústria aeronàutica alemanys van ser limitats; durant 1944 la indústria aeronàutica alemanya va aconseguir mantenir uns nivells alts de producció, comparables als de la indústria estatunidenca o soviètica. Però la manca de pilots hàbils, ocasionada per una guerra en tres fronts, va ser el factor que erosionà més la capacitat del Jagdwaffe. La Luftwaffe va haver d'abandonar la seva tàctica del "màxim esforç defensiu" contra les missions diürnes de bombardeig en favor de missions d'interceptació "disparar i marxar". Mentre que si bé el Jagdwaffe seguí formidable, la superioritat aèria havia passat irrevocablement als Aliats.

## Seguiment
Els atacs de la Big Week demostraren que la millor arma anti-bombarders de la Luftwaffe, els dissenys Zerstörer bimotors com el Me 410 Hornisse, eren absolutament vulnerables contra els caces aliats. Van ser eliminats del servei a l'oest, passant el paper de la defensa als dissenys monomotors.
A causa de l'efectiva protecció que oferien els caces aliats, s'introduí un canvi a la tàctica: els caces alemanys formaven davant dels bombarders, formaven un front únic de pas enmig del corrent, i llavors marxaven. Això deixava als caces defensors poc temps per reaccionar, i alguns impactes a la zona de la cabina podien abatre un bombarder en una passada. En una repetició d'una estratègia anterior de la RAF, la Luftwaffe intentà formar la seva pròpia versió de la "Big Wing", amb la que esperava poder portar els avions bimotors al combat en una quantitat suficient per cobrir els monomotors; però com també els havia passat als britànics, aquestes formacions es demostraren molt difícils de formar.
La Big Week també bolstered la confiança de les tripulacions dels bombarders estratègics estatunidenques. Fins aquell moment els bombarders aliats evitaven el contacte amb la Luftwaffe; mentre que ara els estatunidencs feien servir un mètode que forçaria la Luftwaffe al combat. Implementant aquesta política, els Estats Units miraven cap a Berlín. Atacant la capital alemanya, segons raonaven els caps aliats, la Luftwaffe hauria de lluitar. Conseqüentment, el 4 de març, la USSTAF llançà el primer dels molts atacs contra Berlín. Des d'Anglaterra s'enlairaren 730 bombarders amb una escorta de 800 caces, tenint lloc una sèrie de combats ferotges que resultaren amb grans pèrdues per ambdós costats: es perderen 67 B-17s contra 160 caces perduts per la Luftwaffe; però mentre que els aliats podien reemplaçar les seves pèrdues, la Luftwaffe no podia fer-ho.
Malgrat tot, les noves estratègies alemanyes (usant tant els molt armats Fw 190s com a destructors de bombarders i els Bf 109Gs co escortes) en les formacions anomenades Gefechtsverband es demostraren efectives. Els caces estatunidencs, que havien de mantenir-se a prop dels bombarders que protegien, no podien llançar-se a la cacera dels caces que els atacaven abans que es veiessin obligats a virar i tornar amb els bombarders. El tinent general Jimmy Doolittle, comandant de la 8AF des de finals de 1943, respongué "alliberant" els caces, permetent-los volar per davant de les formacions de bombarders en una superioritat aèria de "caces escombra" a les zones exteriors, per allunyar-se dels corrents dels bombarders, i llavors abatre els caces alemanys (especialment els Sturmböcke Focke-Wulfs, amb la seva baixa maniobrabilitat a causa dels seus canons pesats) abans que poguessin començar a apropar-se als bombarders. Tot i que el canvi no va ser gens popular entre les tripulacions de bombarders, els seus efectes van ser immediats i extremadament efectius.
Quan l'ofensiva combinada de bombardeig acabà l'1 d'abril de 1944 i el control de les forces aèries estratègiques passà a mans del general Dwight D. Eisenhower, els aviadors aliats estaven a punt d'assolir la superioritat aèria sobre tot Europa. Si bé continuaren amb el bombardeig estratègic, les AAF modificaren els seus objectius cap a una batalla aèria tàctica en suport de la invasió de Normandia.

## Cronologia
| Data                           | USAAF | Teatre                        | Notes |
| ------------------------------ | ----- | ----------------------------- | --- |
| Diumenge 20 de febrer de 1944  | VIII  | ETO: Operacions estratègiques | Missió 226: La 8AF comença els atacs de la Big Week sobre les plantes aeronàutiques i els aeròdroms alemanys. Per primera vegada hi participen més de 1.000 bombarders; es perden 21 bombarders i 4 caces atacant 3 àrees a Alemanya: 1. 417 B-17s es dirigeixen cap a l'aeròdrom de Leipzig-Mockau i contra objectius de la indústria aeronàutica a Heiterblick i Abtnaundorf; 239 ataquen els primers objectius; 37 ataquen Bernburg (Junkers), 44 Oschersleben (AGO) i 20 ataquen d'altres objectius d'oportunitat. Reclamen 14-5-6 avions de la Luftwaffe abatuts; es perden set B-17, un resulta danyat sense possibilitat de reparació i 161 resulten danyats; les baixes són 7 morts, 17 ferits i 72 desapareguts. 2. 314 B-17s es dirigeixen contra l'aeròdrom de Tutow; 105 ataquen la zona primària i circumdant, 76 ataquen Rostock (Heinkel) i 115 ataquen d'altres objectius d'oportunitat. Reclamen 15-15-10 avions de la Luftwaffe abatuts; es perden 6 B-17, un resulta danyat sense possibilitat de reparació i 37 resulten danyats; les baixes són 3 morts i 60 desapareguts. 3. 272 B-24s es dirigeixen contra objectius de la indústria aeronàutica a Brunswick, Wilhelmtor i Neupetritor; 76 ataquen els objectius primaris, 87 ataquen Gotha, 13 Oschersleben, 58 Helmstedt i 10 ataquen objectius d'oportunitat. Reclamen 36-13-13 avions de la Luftwaffe abatuts; es perden 8 B-24, 3 resulten danyats sense possibilitat de reparació i 37 resulten danyats; les baixes són 10 morts, 10 ferits i 77 desapareguts. Les missions 1 i 3 van ser escortades per 94 P-38 Lightnings, 668 P-47 Thunderbolts de la 8a i la 9a Forces Aèries i 73 P-51 Mustangs de la 8a i la 9a Forces Aèries; van reclamar 61-7-37 victòries aèries; es van perdre un P-38 Lightnings, dos P-47 Thunderbolts i un P-51 Mustangs, dos P-47 Thunderbolts van quedar danyats sense possibilitat de reparació; i les baixes van ser 4 desapareguts. Les baixes alemanyes van ser 10 Messerschmitt Bf 110s destruïts i tres danyats; amb 10 morts i 7 ferits. Les pèrdues totals incloïen 74 Bf 110s, Fw 190s i Bf 109s, a més de 29 més danyats. |
| Diumenge 20 de febrer de 1944  | VIII  | ETO                           | Missió 227: 4 de 5 B-17s llancen 200 paquets de fulletons sobre Tours, Nantes, Brest i Lorient, entre les 21:23–22:00 hores sense pèrdues. |
| Diumenge 20 de febrer de 1944  | IX    | ETO: Operacions tàctiques     | 35 B-26 Marauders bombardegen l'aeròdrom de Haamstede (Països Baixos), com a objectiu d'oportunitat, després que uns 100 B-26s avortessin les seves missions sobre altres aeròdroms a causa del mal temps. |
| Dilluns 21 de febrer de 1944   | VIII  | ETO: Operacions estratègiques | Missió 228: 3 àrees a Alemanya són senyalades com objectius amb la pèrdua de 16 bombarders i 5 caces: 1. 336 B-17s es dirigeixen contra els aeròdroms de Gütersloh, Lippstadt i Werl; a causa dels núvols, 285 ataquen els aeròdroms d'Achmer, Hopsten, Rheine, Diepholz, Quakenbrück i Bramsche i els aiguamolls de Coevorden i Lingen. Reclamen 12-5-8 avions de la Luftwaffe abatuts; es perden 8 B-17s, 3 resulten danyats sense possibilitat de reparació i 63 resulten danyats; les baixes són 4 morts, 13 ferits i 75 desapareguts. 2. 281 B-17s es dirigeixen contra l'aeròdrom de Diepholz i Brunswick; 175 ataquen els objectius primaris i 88 ataquen els aeròdroms d'Ahlhorn, Verdem i Hannover. Reclamen 2-5-2 avions de la Luftwaffe abatuts; es perden 5 B-17s, 3 resulten danyats sense possibilitat de reparació i 36 resulten danyats; les baixes són 20 morts, 4 ferits i 57 desapareguts. 3. 244 B-24s es dirigeixen contra els aeròdroms de Achmer i Handorf; 11 ataquen l'aeròdrom d'Achmer i 203 ataquen els aeròdroms de Diepholz, Verden i Hesepe, a més de Lingen. Reclamen 5-6-4 avions de la Luftwaffe abatuts; es perden 3 B-24s, 1 resulta danyat sense possibilitat de reparació i 6 resulten danyats; les baixes són 3 ferits i 31 desapareguts. L'escorta de la Missió 228 van ser 69 P-38s, 542 P-47s i 68 P-51s de la 8a i de la 9a Força Aèria; els P-38s reclamaren 0-1-0 avions de la Luftwaffe, 1 P-38 va quedar danyat sense possibilitat de reparació; els P-47 reclamaren 19-3-14 victòries sobre els avions de la Luftwaffe, amb 2 P-47 perduts i dos més malmesos sense reparació, 3 quedaren malmesos i dos pilots van desaparèixer; els P-51 reclamaren 14-1-4 victòries aèries, se'n perderen 3, i els pilots es declararen desapareguts. Les pèrdues alemanyes van ser 30 Bf 109s i Fw 190s, a més de 24 pilots morts i 7 ferits. Missió 229: 5 B-17s llançaren 250 paquets de fulletons sobre Rouen, Caen, París i Amiens a les 22:15 i les 23:27 sense patir cap pèrdua. |
| Dilluns 21 de febrer de 1944   | IX    | ETO: Operacions tàctiques     | 18 B-26s bombardejaren l'aeròdrom de Coxyde (Bèlgica); i el temps provocà que s'avortessin 190 sortides. L'esquadró d'exploradors de la 9a Força Aèria (provisionalment activat el 13 de febrer) prengué part en aquesta operació, sent la seva primera ventura en combat. Estava previst que 185 ataquessin diversos aeròdroms als Països Baixos i a França, però que van haver de ser suspeses a causa del temps. |
| Dimarts 22 de febrer de 1944   | VIII  | ETO: Operacions estratègiques | El VIII Comandament de Bombarders passa a anomenar-se Vuitena Força Aèria. |
| Dimarts 22 de febrer de 1944   | VIII  | ETO: Operacions estratègiques | Missió 230: la Big Week" continua amb 799 avions enviats contra l'aviació alemanya i els aeròdroms de la Luftwaffe. Es van perdre 41 bombarders i 11 caces. 1. 289 B-17s es dirigiren contra els objectius industrials a Aschersleben (34 bombarders), Bernburg (47 bombarders) i Halberstadt (18 bombarders) en conjunció amb un atac de la 15a Força Aèria sobre Regensburg (Alemanya); 32 atacaren Bünde, 19 atacaren Wernigerode, 15 atacaren Magdeburg, 9 atacaren Marburg i 7 atacaren altres objectius d'oportunitat. Reclamaren 32-18-17 avions de la Luftwaffe abatuts; es van perdre 38 B-17s, 4 resultaren danyats sense possibilitat de reparació i 141 resultaren danyats; les baixes van ser 35 morts, 30 ferits i 367 desapareguts. 2. 333 B-17s es dirigiren contra Schweinfurt, però el mal temps evità que es formessin adequadament i es van veure obligats a abandonar la missió abans de travessar la costa enemiga. 2 B-17s van quedar malmesos. 3. 177 B-24s van iniciar el vol però van haver de virar quan s'havien endinsat 160km més enllà de la costa. Com que ja es trobaven sobre Alemanya, aprofitaren per llançar objectius d'oportunitat, però els forts vents van empènyer els bombarders sobre els Països Baixos i les seves bombes impactaren sobre Enschede, Arnhem, Nimega i Deventer. Reclamaren 2-0-0 victòries sobre la Luftwaffe, es van perdre 3 B-24s i 3 més van resultar danyats. 30 aviadors van desaparèixer. Aquestes missions van ser escortades per 67 P-38s, 535 P-47s i 57 P-51s. Els P-38 reclamaren un avió de la Luftwaffe destruït, 1 P-38 quedà malmès sense possibilitat de reparació i 6 més quedaren danyats. Els P-47 reclamaren 39-6-15 victòries aèries, es van perdre 8 P-47s i 12 en resultaren danyats; 8 pilots van ser donats per desapareguts. Els P-51 reclamaren 19-1-10 avions de la Luftwaffe, es van perdre 3 P-51s i 3 més resultaren danyats; i 3 pilots es donaren per desapareguts. |
| Dimarts 22 de febrer de 1944   | IX    | ETO                           | 66 B-26s bombardejaren l'aeròdrom de Gilze-Rijen (Països Baixos); i el mal temps provocà que es cancel·lessin més de 100 sortides. |
| Dimarts 22 de febrer de 1944   | XV    | MTO:Operacions estratègiques  | Els B-17 atacaren l'estació de classificació de Petershausen, la fàbrica d'avions de Regensburg i el dipòsit aeri de Zagreb; una gran força de B-24s atacaren la planta aeronàutica de Regensburg simultàniament a l'atac dels B-17; altres B-24 atacaren la ciutat de Sibenik i el port de Zadar. Reclamaren 40 avions de la Luftwaffe destruïts i es van perdre 13 bombarders. |
| Dimecres 23 de febrer de 1944  | VIII  | ETO: Operacions estratègiques | Missió 232: 5 de 5 B-17s llançaren 250 paquets de fulletons sobre Rennes, Le Mans, Chartres, Lilla i Orleans, entre les 21:36 i les 22:32 sense pèrdues. |
| Dimecres 23 de febrer de 1944  | XV    | MTO: Operacions estratègiques | Els B-24s bombardejaren el complex industrial de Steyr. Altres bombarders es van veure obligats a avortar les seves missions pel mal temps; els bombarders i els caces d'escortes reclamaren més de 30 avions abatuts. |
| Dijous 24 de febrer de 1944    | VIII  | ETO                           | Les Missions 237, 238 i 239 es dirigiren contra objectius a França; 7 B-17s es van perdre. Els núvols causaren que més de la meitat dels bombarders tornessin sense haver llançat les bombes. |
| Dijous 24 de febrer de 1944    | VIII  | ETO                           | Missió 237: 41 de 81 B-24s atacaren les zones de llançament de les armes V a Écalles-sur-Buchy. L'escorta va estar formada per 61 P-47s. |
| Dijous 24 de febrer de 1944    | VIII  | ETO                           | Missió 238: 258 B-17s van dirigir-se contra les rampes de llançament de les armes V al Pas de Calais; 109 atacaren l'objectiu primari, 10 atacaren un nus de carreteres a l'est de Yerville, 7 atacaren un nus ferroviari al sud-oest d'Abbeville i 6 atacaren objectius d'oportunitat; es van perdre 7 B-17s i 75 més resultaren danyats. Les baixes van ser 5 ferits i 63 desapareguts. L'escorta van ser 81 P-38s, 94 P-47s o 22 P-51s; 1 P-38 quedà malmès sense possibilitat de reparació; i els P-51s reclamaren una única victòria contra un avió alemany a terra. |
| Dijous 24 de febrer de 1944    | VIII  | ETO                           | Missió 239: 5 de 5 B-17s llançaren 250 paquets de fulletons sobre Amiens, Rennes, París, Rouen i Le Mans, entre les 20:23–20:55 hores sense patir pèrdues. |
| Dijous 24 de febrer de 1944    | IX    | ETO                           | 180 B-26s atacaren objectius NOBALL (armes V) a Rosières-en-Santerre. El mal temps dificultà el bombardeig i causà que 34 sortides es cancel·lessin. |
| Divendres 25 de febrer de 1944 | VIII  | ETO                           | Missió 235: A la darrera missió de la Big Week, s'atacaren 4 objectius a Alemanya; perdent-se 31 bombarders i 3 caces. 1. 268 B-17s s'enviaren contra objectius de la indústria aeronàutica a Augsburg i la zona industrial de Stuttgart; 196 atacaren Augsburg i objectius d'oportunitat i 50 atacaren Stuttgart; reclamaren 8-4-4 victòries sobre la Luftwaffe; 13 B-17 es van perdre i 172 resultaren danyats; les baixes van ser 12 ferits i 130 desapareguts. 2. 267 dels 290 B-17s atacaren objectius de la indústria aeronàutica a Regensburg, a més d'objectius d'oportunitat. Reclamaren 13-1-7 avions de la Luftwaffe; es van perdre 12 B-17s, 1 quedà malmès sense possibilitat de reparació i 82 més resultaren danyats. Les baixes van ser 4 morts, 12 ferits i 110 desapareguts. 3. 172 de 196 B-24 atacaren objectius industrials a Furth, a més d'objectius d'oportunitat. Reclamaren 2-2-2 avions de la Luftwaffe; 6 B-24 es van perdre, 2 quedaren malmesos sense poder-se reparar i 44 quedaren danyats. Les baixes van ser 2 ferits i 61 desapareguts. L'escorta estava formada per 73 P-38s, 687 P-47s i 139 P-51s de la 8a i la 9a Força Aèria. Els P-38s reclamaren 1-2-0 avions de la Luftwaffe, 1 P-38 quedaren danyats sense reparació; els P-47 reclamaren 13-2-10 victòries, se'n va perdre 1 i 6 més en resultaren malmesos i un pilot va desaparèixer; els P-51 reclamaren 12-0-3 avions de la Luftwaffe, se'n van perdre 2 i 1 quedà malmès sense reparació; i 2 pilots van donar-se per desapareguts. Missió 236: 5 de 5 B-17s llançaren 250 paquets de fulletons sobre Grenoble, Toulouse, Chartres, Caen i Raismes entre les 21:29–23:35 sense pèrdues. |
| Divendres 25 de febrer de 1944 | IX    | ETO: Operacions tàctiques     | 191 B-26s bombardejaren els aeròdroms de Venlo, Saint-Trond i Cambrai/Epinoy en un atac durant el matí com a diversió en suport dels bombarders pessats del VIII Comandament de Bombarders sobre Alemanya; 36 missions s'avortaren, principalment a causa d'un error de navegació. 164 B-26s que havien d'atacar objectius militars a França al vespre van haver de tornat pel mal temps. |
| Divendres 25 de febrer de 1944 | IX    | MOT: Operacions estratègiques | Continuaren els atacs coordinats amb la 8a Força Aèria sobre objectius europeus; els B-17s amb escorta de caces atacaren la fàbrica d'avions a Regensburg; havent de fer front a una dura oposició de caces enemics. D'altres B-17s atacaren el dipòsit aeri a Klagenfurt i la zona portuària de Pula. Els B-24 atacaren Fiume i el nus ferroviari de Zell-am-See, l'aeròdrom de Graz i la zona del port de Zara. Els atacants van perdre més de 30 avions, i reclamaren més de 90 caces alemanys. |

## Sortides dels bombarders de la RAF durant la Big Week
El Comandament de Bombarders contribuí als atacs sobre la indústria aeronàutica a Schweinfurt. Uns 734 bombarders van ser enviats durant la nit del 24/25 de febrer, dels quals 695 atacaren l'objectiu. De les bombes llançades, 298 van caure en un radi de 3 milles de l'objectiu, i 22 impactaren dins de la zona de l'objectiu. Es causaren danys lleus. La nit del 25/26 de febrer, el Comandament de Bombarders envià 600 bombarders contra la planta d'assamblatge aeronàutic d'Ausberg. L'atac va ser acurat i un 60% de la ciutat industrial quedà destruït.
| Data                    | Notes |
| ----------------------- | --- |
| 19/20 de febrer de 1944 | 921 sortides, amb 79 avions perduts (8,6%). El major atac, llançat per 823 avions, va ser sobre Leipzig (B-17s de la 8a Força Aèria havien bombardejat l'aeròdrom de Leipzig-Mockau aquell mateix dia). 24 de Havilland Mosquitos bombardejaren aeròdroms als Països Baixos, i 7 més llançaren un atac de diversió sobre Múnic.                         |
| 20/21 de febrer         | 826 sortides, amb 10 avions perduts (1,2%). El major atac, llançat per 598 avions, va ser contra Stuttgart (50 B-17s de la 8a Força Aèria bombardejarien les zones industrials de Stuttgart el divendres 25 de febrer) |
| 21/22 de febrer         | 17 Mosquitos atacaren Duisburg, Stuttgart i dos bases de bombes volants. En total es realitzaren 69 sortides, amb un únic avió perdut. |
| 22/23 de febrer         | 10 Mosquitos atacaren Stuttgart, 8 Duisburg i 3 to Aquisgrà. En total es realitzaren 134 sortides, sense patir cap pèrdua. |
| 23/24 de febrer         | 17 Mosquitos del 692è Esquadró atacaren Düsseldorf. En total es realitzaren 22 sortides, sense patir cap pèrdua. |
| 24/25 de febrer         | 1.070 sortides, amb 36 avions perduts (3,4%). L'atac principal, llançat per 734 avions, va ser sobre Schweinfurt, seu de les principals fàbriques de rodes de coixinets a Alemanya. Els B-17 estatunidencs ja havien bombardejat les fàbriques el dia abans. 15 Mosquitos bombardejaren aeròdroms als Països Baixos, 8 bombardejaren Kiel i 7 Aquisgrà. |